# Карач-коль
Карач-коль (укр. Карач-Коль, крымскотат. Qaraç gölü, Къарач голю) — пересыхающее горько-солёное озеро на юге Керченского полуострова на территории Ленинского района. Площадь — 3,2 км². Тип общей минерализации — солёное, по химическому составу — горько-солёное. Происхождение — континентальное. Группа гидрологического режима — бессточное. Летом пересыхает.

## География
Входит в Керченскую группу озёр (Коли Керченского полуострова). Длина — 2,7 км. Ширина — 1,6 км. Ближайший населённый пункт — село Луговое. Ранее вблизи озера существовало село Куйбышево.
Карач-Коль расположено вдали от побережья Чёрного моря. Озёрная котловина водоёма в маловодной балке Широкая, неправильной округлой формы. Озеро пересыхает в летний период. На топографической карте, по состоянию местности на 1989 год, обозначено понижением без названия с луговой растительностью и несколькими водоёмами.
Озеро зарастает водной растительностью преимущественно на опреснённых участках — в лагунах у пересыпей, в устьях впадающих балок, в зоне выходов подземных вод. Тут интенсивно развиваются различные водоросли, вплоть до цветения воды.
Среднегодовое количество осадков — 400—450 мм. Питание: преимущественно поверхностные (воды от снеготаяния и ливней) и от части подземные воды Причерноморского артезианского бассейна.